# Denis Alibec
 (août 2025).
Denis Alibec est un footballeur roumain né le 5 janvier 1991 à Mangalia. Il évolue actuellement au poste d'attaquant pour Farul Constanța.

## Biographie
Il est d'origine tatar de par son père et aroumaine de par sa mère. Son père et son oncle, Gevrim et Gelil Alibec, respectivement, ont joué au football ensemble pendant environ dix ans au FC Neptun en troisième division,.

### Carrière en club

#### Farul Constanţa (2008-2009)
Il fait ses débuts professionnels avec le club roumain du FC Farul Constanţa. Il y joue une saison.

#### Inter Milan (2009-2013)
En juillet 2009, il signe un contrat de 4 ans à l'Inter Milan. Le 19 mai 2010, il marque un doublé et donne ainsi à l'Inter une victoire sur le Bayern Munich lors du match de l'UEFA Under-18 Challenge, qui servira d'inspiration pour l'UEFA Youth League. Il ne fait que 2 apparitions dans l'équipe première.
De 2011 à 2013, il est prêté au FC Malines, au Viitorul Constanța et au FC Bologne.

#### Astra Giurgiu (2014-2017)
En janvier 2014, il signe avec le Astra Giurgiu pour 4 saison et demi. Il s'est imposé comme l'un des meilleurs joueurs de la ligue la saison 2015-2016, amassant 33 matches et 20 buts toutes compétitions confondues. La même année, son club devient champion de Roumanie.
Le 18 août 2016, Alibec égalise lors d'un match nul 1-1 des barrages de la Ligue Europa contre West Ham United. Il a ensuite fait cinq apparitions et marqué deux buts en phase de groupes de la compétition, sa performance remarquable tout au long de l'année 2016 lui ayant valu le prix du footballeur roumain de l'année Gazeta Sporturilor.

#### Steaua Bucarest (2017-2018)
Il rejoint le FC Steaua Bucarest le 5 janvier 2017 pour une somme d'environ 2 millions d'euros .
Le 2 août 2017, Alibec marque son premier but européen pour les Roș-albaștrii lors d'une victoire 4-1 à l'extérieur au troisième tour de qualification de la Ligue des champions contre Viktoria Plzeň. Après avoir disputé douze matches sans marquer en Liga I 2017-2018, Alibec trouve finalement le chemin des filets lors d'une victoire 2-1 à l'extérieur contre le Gaz Metan Mediaș le 3 février 2018, même si ses mauvaises performances se sont poursuivies.

#### Retour à l'Astra Giurgiu (2018-2020)
En juillet 2018, après être tombé en disgrâce au sein du désormais rebaptisé FCSB, Alibec revient à l'Astra Giurgiu dans le cadre d'un transfert d'une valeur de 1,4 million d'euros. Il réussit à retrouver sa forme lors de son retour au stade Marin Anastasovici, en marquant 22 fois en 61 matchs toutes compétitions confondues.

#### Kayserispor (2020-2022)
Le 2 octobre 2020, Alibec est officiellement transféré à l'équipe turque de Kayserispor. Il s'est blessé après avoir marqué un doublé le 19 janvier 2021, lors d'une victoire 2-0 contre les champions en titre l'Istanbul Başakşehir, et par conséquent n'est apparu que cinq fois de plus pendant le reste de la saison.
Les saisons suivantes il est prêté au CFR Cluj et à l'Atromitos.

#### Retour au Farul Constanța (2022-2023)

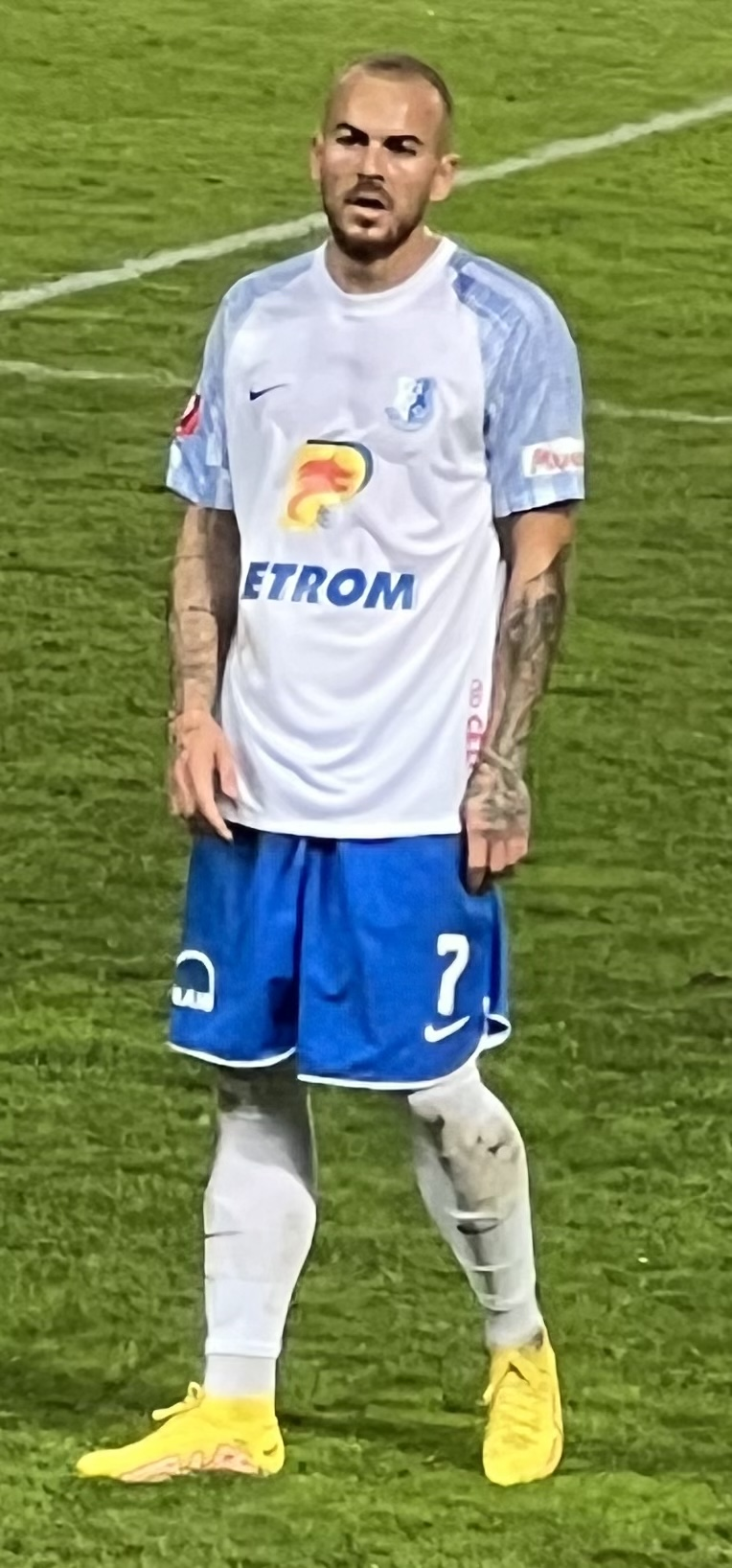
Alibec en septembre 2022 avec le Farul

Le 14 juillet 2022, Alibec revient au Farul Constanța. Il signe un contrat d'un an avec une autre en option. Le 16 septembre, Alibec marque un doublé lors d'une victoire 3-1 à l'extérieur contre le promu Petrolul Ploiești. Le 4 décembre, il marque triplé lors d'une écrasante victoire 8-0 à domicile en Liga I contre le FC Botoșani.
Le 21 mai 2023, après la victoire de Farul 3-2 sur le FCSB, Alibec devient le premier joueur à remporter le titre national avec trois équipes différentes extérieures à la capitale.

#### Départ au Qatar (depuis 2023)
Le 15 août 2023, Alibec rejoint le club de la Qatar Stars League, le Muaither SC.

### Carrière en équipe nationale
Il joue son premier match avec la Roumanie, lors d'un match de qualifications à l'Euro 2016 le 11 octobre 2015 contre les Îles Féroé.
En juin 2016, Alibec est sélectionné par Anghel Iordănescu dans son équipe pour l'Euro 2016 en France et fait son apparition comme remplaçant lors de la première défaite 1–2 contre les hôtes.
Il est retenu dans la liste des 26 joueurs roumains du sélectionneur Edward Iordănescu pour participer à l'Euro 2024.

## Palmarès

### Club
- Inter Milan
  - Vainqueur de la Supercoupe d'Italie : 2010
  - Vainqueur de la Coupe du monde des clubs : 2010

- Astra Giurgiu
  - Vainqueur de la Coupe de Roumanie : 2014
  - Champion de Roumanie : 2016
  - Vainqueur de la Supercoupe de Roumanie de football : 2014, 2016

- Steaua Bucarest
  - Vice-Champion de Roumanie : 2017

- CFR Cluj
  - Champion de Roumanie : 2022

- Farul Constanța
  - Champion de Roumanie : 2023

### Individuel
- Élu Footballeur roumain de l'année 2016